# Stobart Air
Stobart Air, tot en met 2014 opererend onder de naam Aer Arann, was een regionale luchtvaartmaatschappij met als thuisbasis Dublin Airport, Ierland. De maatschappij voerde voornamelijk vluchten uit voor Flybe en Aer Lingus. Stobart Air had basissen op Dublin Airport en Cork Airport voor Aer Lingus en op London Southend Airport en Isle of Man Airport voor Flybe. In Nederland was de maatschappij actief op Groningen Airport Eelde, waarvandaan er dagelijks naar Londen werd gevlogen.
De vloot van Stobart Air bestond uitsluitend uit toestellen van ATR, waarvan het grootste deel de ATR 72 is.

## Vloot
De vloot van Aer Arann bestond in september 2011 uit:

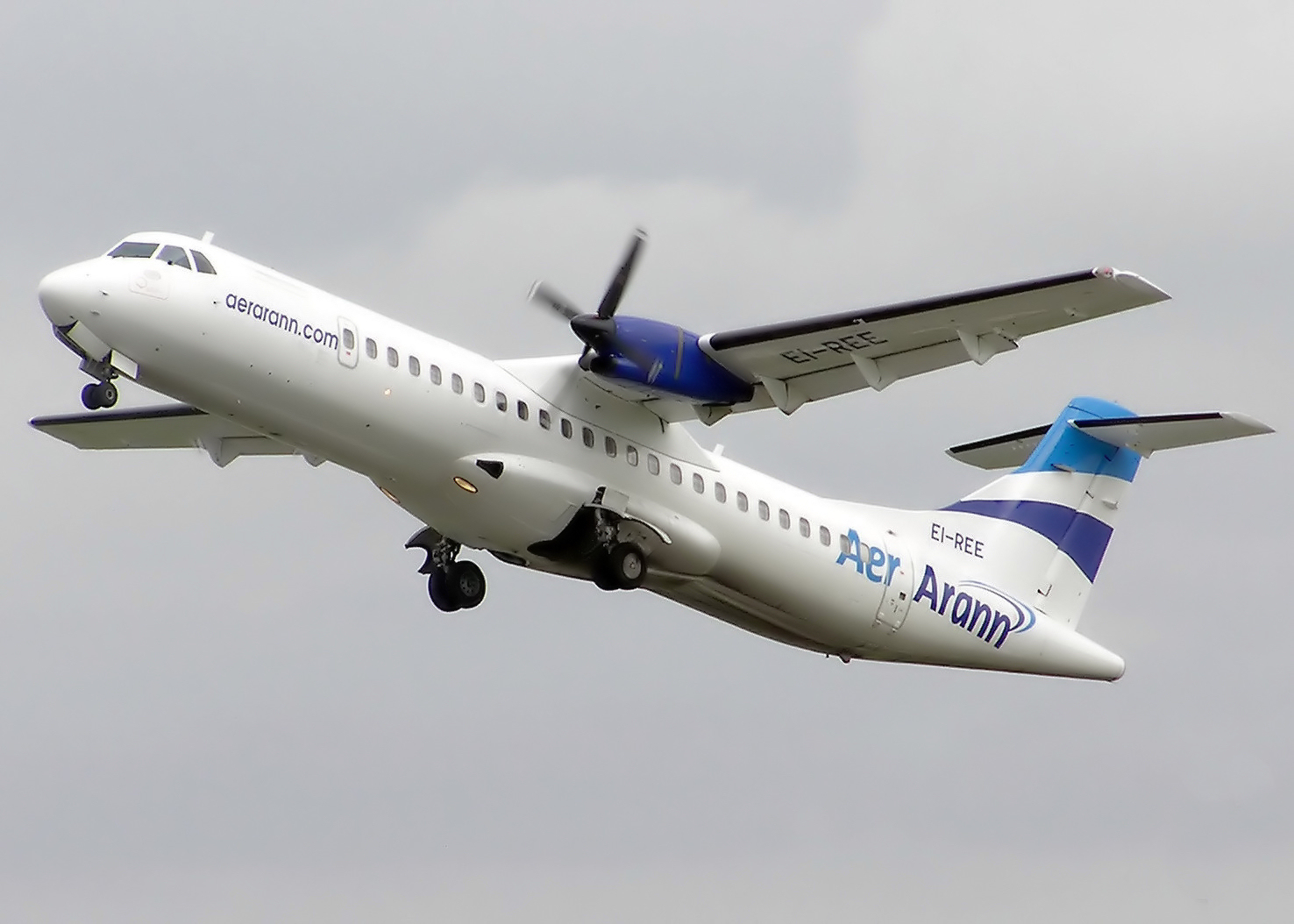
Aer Arann ATR 72

- 8 ATR-72-200
- 1 ATR-72-500
- 4 ATR-42-300